# Chris Batchelor

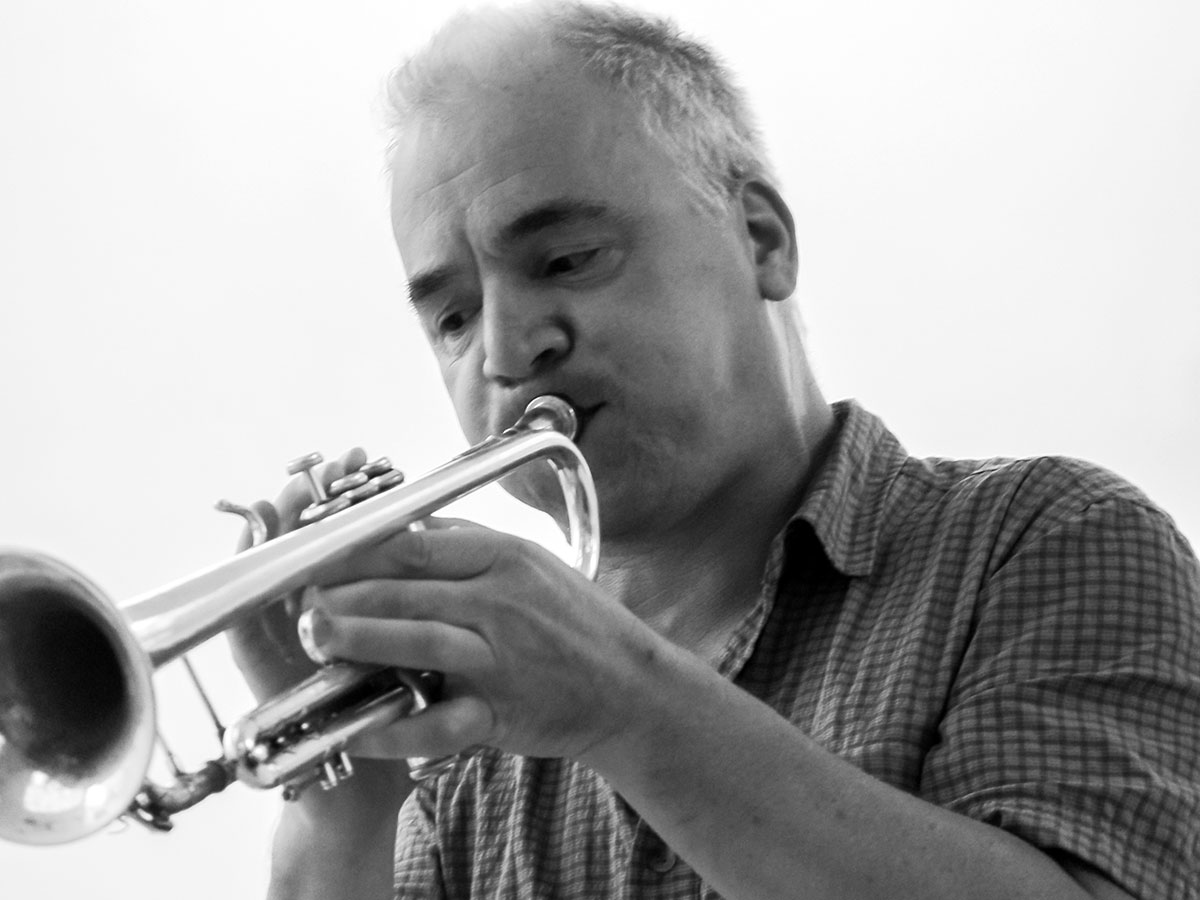
Chris Batchelor

Chris Batchelor is een Britse jazz-trompettist, -bugelist en -componist.
Batchelor begon zijn professionele loopbaan bij de groep van Dudu Pukwana, daarna was hij medoprichter van de band Loose Tubes, waarvan hij van 1984 tot 1990 lid was. In die tijd speelde hij tevens bij 3 Mustaphas 3. Verder trad hij op met Brotherhood of Breath, de Kongolese groep Taxi Pata Pata en de band van Ashley Slater, Microgroove. Als sideman speelde hij met onder meer Sam Rivers, Michael Brecker, Hermeto Pascoal en de Jazzpassengers  met Deborah Harry. Batchelor heeft veel gespeeld met Steve Buckley, onder meer in de groep Big Air, met daarin ook Myra Melford en Jim Black. Muziek die hij en Buckley voor Big Air componeerden bracht de twee in 2001 een BBC Jazz Award. Batchelor is te horen op opnames van bijvoorbeeld Manfred Mann, Louis Philippe, Django Bates en The The.

## Discografie (selectie)
als leider:
- Whole and the Half (met Steve Buckley), 1994
- Life As We Know It (met Steve Buckley), 1999
- Big Air, 2009

## Referentie
- Website Chris Batchelor